# Klemens Składanek
Klemens Składanek (ur. 1886, zm. 1944 w Warszawie) – polski artysta fotograf. Członek rzeczywisty Fotoklubu Polskiego. Członek Fotoklubu Warszawskiego. Członek Polskiego Towarzystwa Fotograficznego. Członek rzeczywisty i przewodniczący komitetu wystawowego Polskiego Towarzystwa Miłośników Fotografii.

## Twórczość
Klemens Składanek związany z warszawskim środowiskiem fotograficznym – autorytet do spraw fotografii artystycznej okresu międzywojennego. Miejsce szczególne w jego twórczości zajmowała fotografia krajobrazowa, fotografia krajoznawcza, wykonywana w technikach szlachetnych – m.in. guma, przetłok. Był autorem i współautorem wielu wystaw fotograficznych; indywidualnych oraz zbiorowych w Polsce i za granicą. Jego fotografie otrzymały wiele akceptacji i wyróżnień m.in. w Anglii, Belgii, Hiszpanii, Holandii, Japonii, Kanadzie, Francji, we Włoszech. 
Klemens Składanek był członkiem Polskiego Towarzystwa Miłośników Fotografii, w którym od 1928 pełnił funkcję przewodniczącego i komisarza komitetu wystawowego PTMA – oceniającego i kwalifikującego fotografie członków do wystaw fotograficznych (krajowych i międzynarodowych). Od 1931 był członkiem Polskiego Towarzystwa Fotograficznego. W 1931 został zaproszony i przyjęty w poczet członków rzeczywistych Fotoklubu Polskiego. W latach 1938–1939 należał do Fotoklubu Warszawskiego. Prowadził działalność publicystyczną – pisał o fotografii m.in. w Fotografie Polskim. 
Zginął śmiercią tragiczną w Warszawie razem z żoną w 1944 – od eksplozji bomby lotniczej.